# Pont-levis
Ne doit pas être confondu avec Pont levant.
 (avril 2020).
Si vous disposez d'ouvrages ou d'articles de référence ou si vous connaissez des sites web de qualité traitant du thème abordé ici, merci de compléter l'article en donnant les références utiles à sa vérifiabilité et en les liant à la section « Notes et références ».

Fonctionnement du pont-levis à chaînes sans flèche.

Un pont-levis est un type de pont mobile défensif qui se baisse et se lève pour ouvrir ou fermer le passage au-dessus d'un fossé encerclant un ouvrage fortifié.

## Fonction
Le pont-levis est traditionnellement associé aux châteaux du Moyen Âge, dont certains disposaient d'un tel pont au-dessus de leurs douves ou fossé sec. Le relevage du pont permettait alors de bloquer l'entrée en cas d'attaque. Généralement, pour plus de sécurité, un pont-levis de château fort précède une herse.
Les entrées des fortifications du système Séré de Rivières sont aussi munies de pont-levis, de types divers. 
Il a existé plusieurs types de ponts-levis :
- Pont roulant
- Pont-levis à flèches et à chaînes
- Pont-levis à chaînes sans flèche
- Pont-levis sans flèche basculant en se relevant
- Pont-levis à contrepoids constant
- Pont-levis à transmission rigide
- Pont-levis à transmission flexible
- Pont mobile sans contrepoids
- Pont mobile simple à bascule
- Pont roulant moderne

## Types

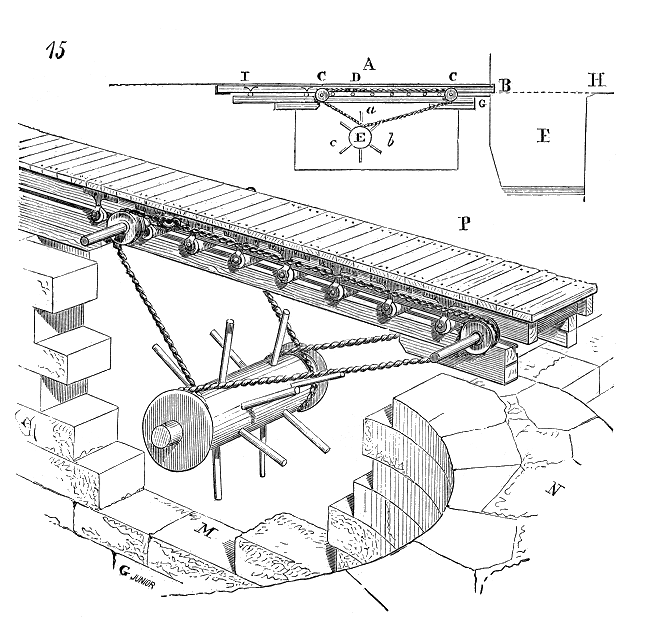
Pont roulant du XIIe siècle d'après Eugène Viollet-le-Duc.

### Pont-roulant
Le pont roulant n'est pas à proprement parler un pont-levis mais il en est toutefois l'un des prédécesseurs.
Le pont roulant est le successeur direct des antiques ponts mobiles. Le système restera en vigueur, plus particulièrement dans le midi de la France jusqu'à la fin du Moyen Âge.
Exemples :
- Ponts roulants : Forts de Lévis[2] (Canada), Fort de Loncin [3](Belgique)
- Ponts à effacement latéral : Fort du Parmont [4](France), Fort d'Arches[5] (France), Fort de Bron [6](France)
- Ponts à effacement longitudinal : Fort de Feyzin[7] (France).

### Pont-levis à flèches et à chaînes

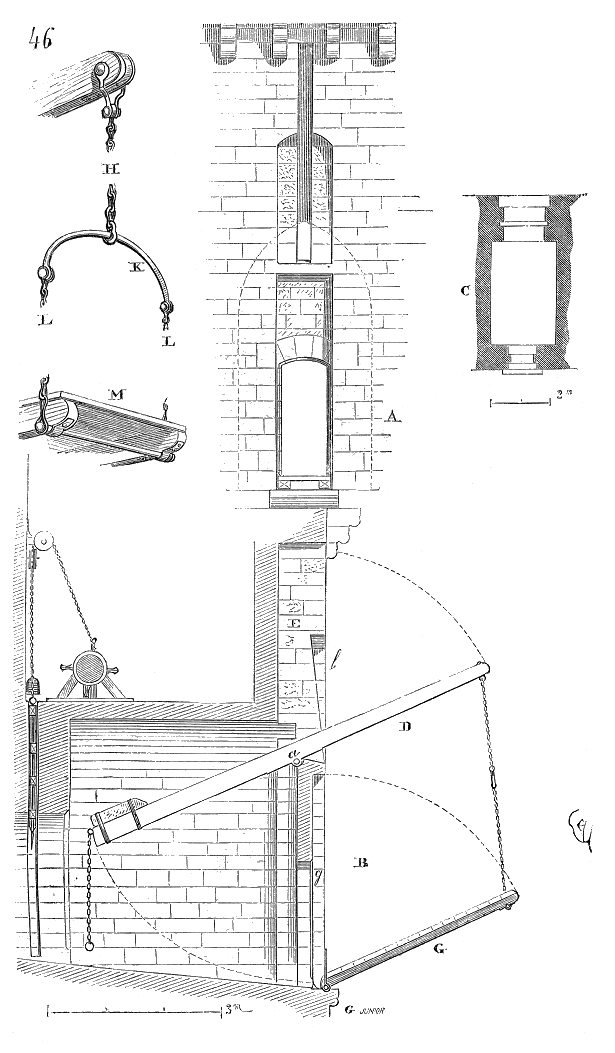
Pont-levis à flèches et à chaînes.

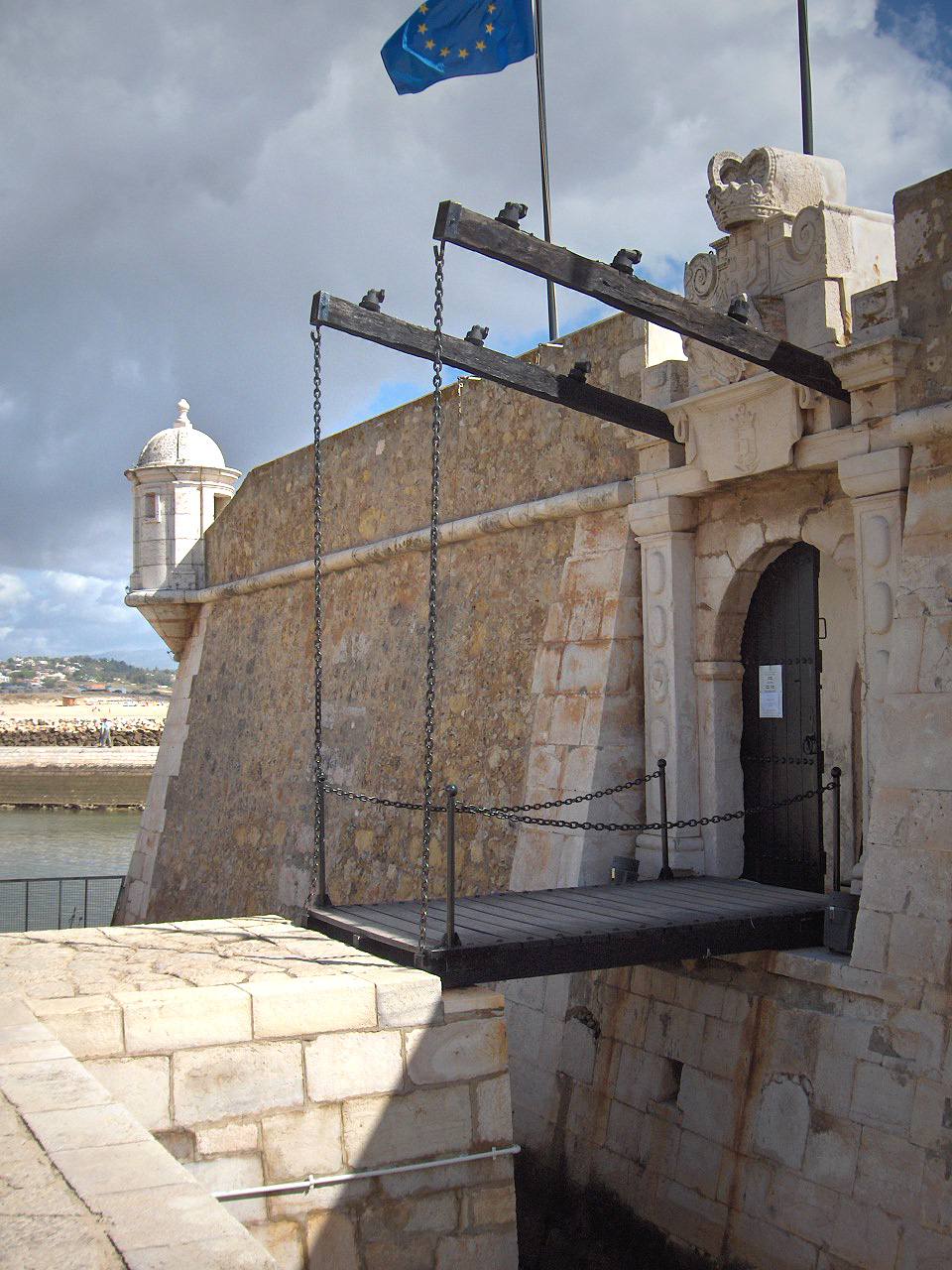
Pont-levis à flèches et à chaînes du fort da Ponta da Bandeira à Lagos (Portugal).

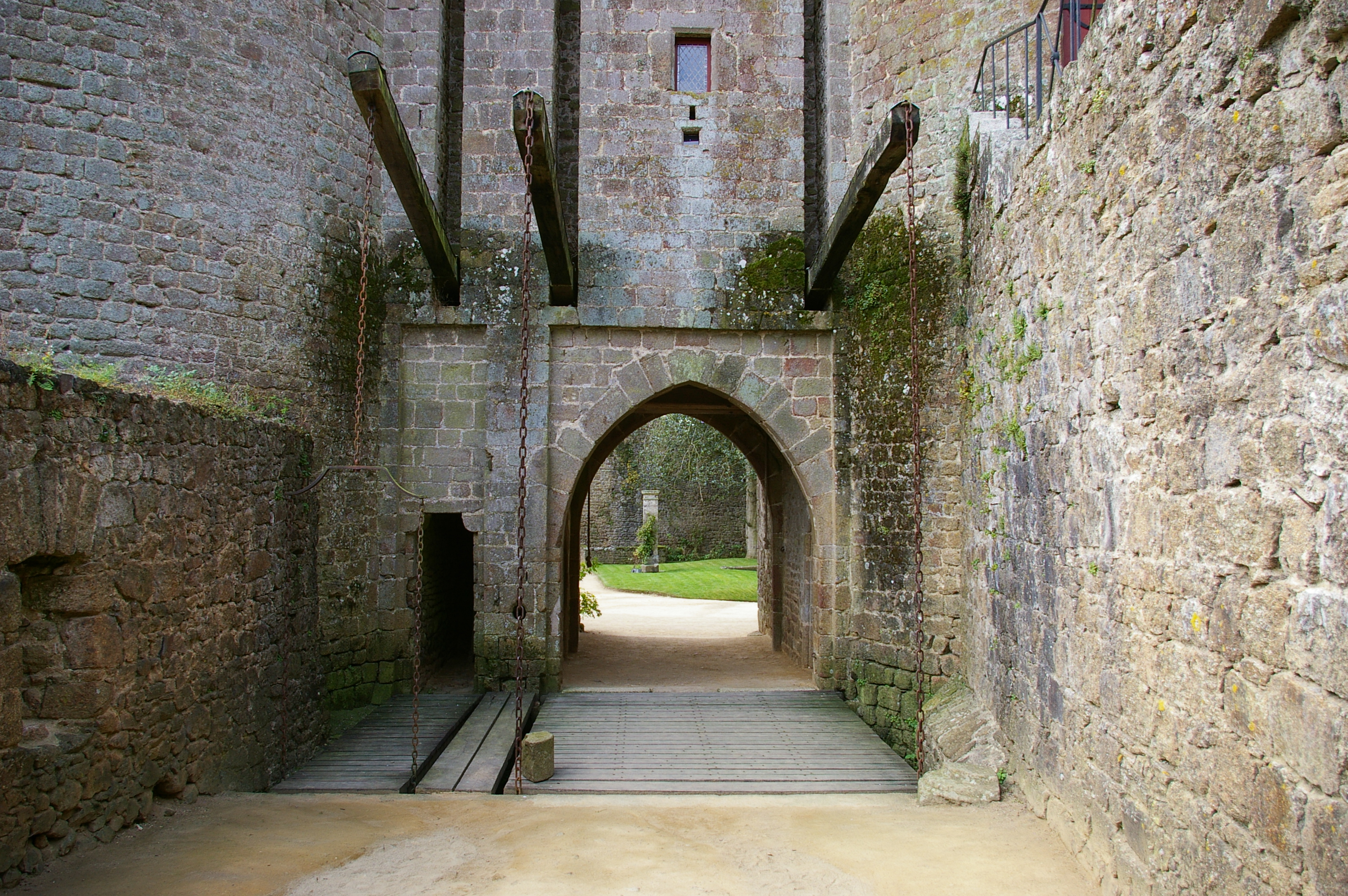
Double pont-levis du château de Lassay (France).

Hormis quelques apparitions au XIIIe siècle, il faut attendre le XIVe siècle pour voir couramment employer ce procédé.
Au début du XIVe siècle, on établit à l'entrée des ponts jetés sur les fossés devant les portes des ponts-levis de bois tenant aux barrières, ou des ouvrages avancés de maçonnerie.
Vers le milieu du XIVe siècle, les ponts-levis furent appliqués aux portes elles-mêmes. Malgré de sérieux inconvénients (grande hauteur de ses flèches donc visibles de très loin et donc vulnérables, profondes saignées pratiquées sur la façade de la porte pour les recevoir), ils resteront en usage jusqu'à la période moderne. 
Le pont-levis du château de Lassay (France) est un exemple de ce type, avec une rampe escamotable. On le trouve également au château de Pierrefonds(France). Ce type de pont-levis était plus particulièrement utilisé pour le ravitaillement et servait à tirer les marchandises.

#### Pont-levis à chaînes sans flèche
Ce type de pont-levis est une variante du pont-levis à flèches et à chaînes. Les contrepoids sont suspendus en arrière des longrines du tablier, facilitant le relèvement de celui-ci au moment de la manœuvre du treuil.
Exemples : portes de Sens à Villeneuve-sur-Yonne (France), château de Bonaguil (France).

### Pont-levis sans flèche basculant en se relevant

#### Pont-levis sans flèche basculant en se relevant par l'avant

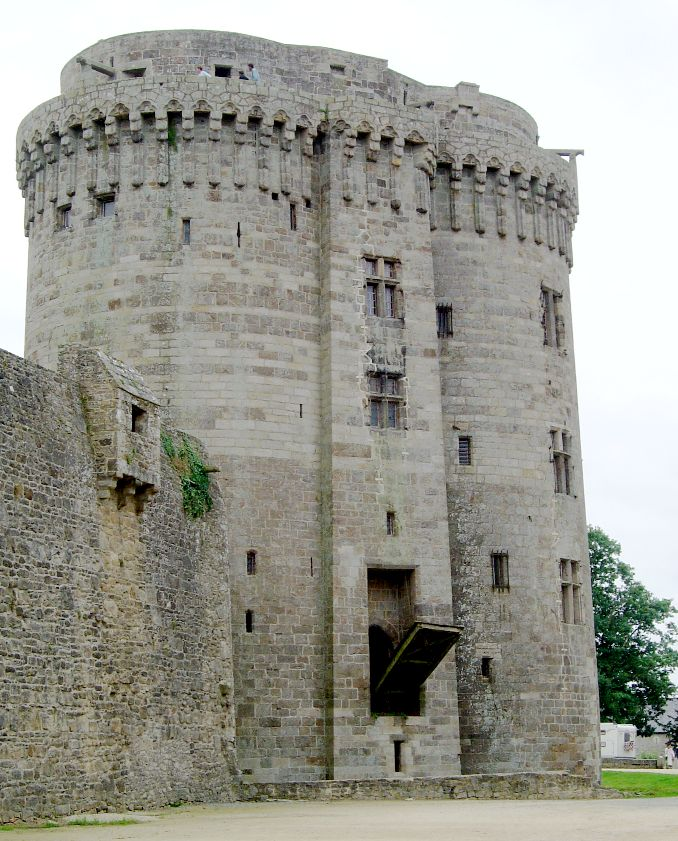
Pont-levis sans flèche basculant en se relevant par l'avant du château de Dinan (France).

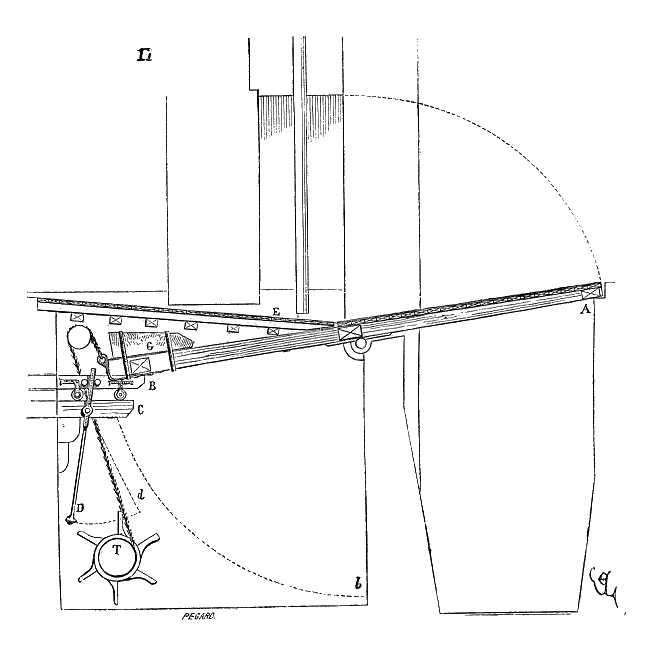
Pont-levis sans flèche basculant en se relevant. C'est l'arrière qui s'abaisse.

C'est le plus simple procédé de pont mobile car il évite les flèches ou les chaines que l'assiégeant peut détruire avec de l'artillerie (à poudre ou son ancêtre sans poudre). Le tablier mobile, également appelé « volée », est en équilibre par un faux tablier, ou « cubée », qui descend dans un encuvement lorsque la volée se relève à la manière d'une balance.

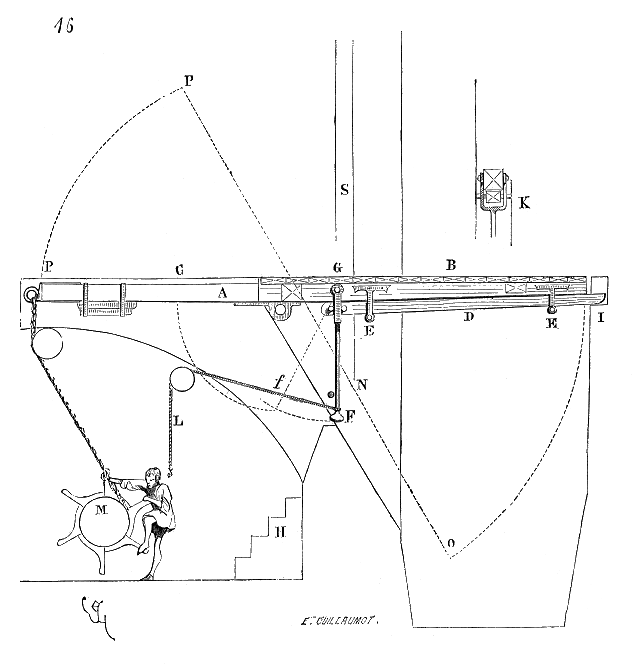
Pont-levis sans flèche basculant en se relevant. C'est l'arrière qui se relève.

Ce système médiéval trouva tous ses avantages en réaction à l'artillerie à poudre et resta en usage sans changement jusqu'au début du XVIIIe siècle. Cependant le système nécessitait une fosse assez profonde, de 4 mètres minimum, où l'humidité se révélait néfaste pour le faux tablier. Cependant cet encuvement avait un avantage : si l'assaillant réussissait à détruire le pont, l'encuvement pouvait servir de deuxième fossé (formant une fosse-obstacle appelée « haha ») ce qui ralentissait encore plus l'assaillant. Un très bel exemple de cubée (il s'agit en l'occurrence d'un ouvrage de charpente massive en chêne, daté du premier quart du XIXe siècle) et toujours en place dans sa fosse, est visible dans le « haha » (de nos jours couvert par une voûte) de la porte de la redoute de Grelimbach, petit ouvrage fortifié qui contrôlait le chemin couvert menant au fort Belin (Salins-les-Bains, Jura). 
Exemples : château de Dinan (France), maison forte de Mornay.

#### Pont-levis sans flèche s'abaissant dans le fossé
Ce pont sans flèche s'abaissait dans le fossé. Ce procédé évitait l'encuvement mais laissait le tablier à l'extérieur.

### Pont-levis à contrepoids constant

#### Pont-levis sans flèche à bascule en dessous
Dans ce système, la distance qui sépare le centre de gravité du contrepoids de l'axe de rotation est constante. Le tablier se relève. Les ingénieurs préfèrent ce pont à bascule-arrière au pont-levis traditionnel dont les chaînes et les flèches présentent une cible trop facile au canon et dont les rainures de manœuvre sont inesthétiques en travers des portes à fronton (notamment celles des forts), mais il a pour inconvénient la dangerosité de la trajectoire des servants qui peuvent être écrasés par le contre-poids à l'intérieur de la fosse.
Ce système de bascule arrière est souvent appelé « tape-cul » par les solats au XVIIe siècle. En 1714, l'ingénieur militaire Milet aide le contrepoids, ou cubée, par l'addition d'une roue dentée, ce qui permet de raccourcir la longueur du faux tablier. Cet aménagement est amélioré à différentes époques : en 1797 par Filley et Dejean avec un cric ; en 1819 par Emy avec un bras arrière. La meilleure solution fut présentée en 1860 par le général Jules Tripier qui remplaça le tablier arrière par deux longerons qui basculent séparément par des rainures étroites pratiquées de chaque côté du passage intérieur de l'entrée. Ce système adopté en 1866 sera mis largement en pratique dans les forts Séré de Rivières et restera même en vigueur dans la ligne Maginot.

#### Pont-levis sans flèche à bascule au-dessus
Le tablier s'abaisse dans le fossé. Les premiers modèles sont isolés des portes. Les ingénieurs Gallon en 1740, Buret en 1816 et Berguesse en 1819 en construisent. Un beau spécimen se trouve à Bayonne à la nouvelle porte d'Espagne mais il est incomplet.
Exemple : nouvelle porte d'Espagne à Bayonne (France).

#### Pont-levis à flèche
Le tablier se relève. Le pont-levis médiéval à flèche va être repris par les ingénieurs Milet en 1717, Filey en 1743, Delile en 1781 et Duvignau en 1796.
Exemples :
- Les portes des fortifications de Paris (France) : pendant le siège de Paris (1870-1871), elles étaient fermées par ce type de pont-levis.
- Le donjon du fort du Randouillet à Briançon (France)[15].
- Porte Royale de la citadelle de Lille (France)[16] : pont-levis à roues dentelées (à crémaillère).

### Pont-levis à transmission rigide

#### Pont-levis dont les contrepoids sont constants et courbe directrice

##### Système Richerand-d'Obenheim
Le premier exemple de ce système date de 1697 et il est complètement mis au point en 1762 par l'ingénieur du roi Alexandre-Magnus d'Obenheim. Il supprime le contrepoids de charpente et le remplace par des barres métalliques lestées de manchons de fonte. La coordination des mouvements se fait uniquement par des chaînes passant sur des poulies. Une modification des bras métalliques fut apportée en 1831 par le capitaine du génie Ronmy.

##### Système Bélidor
Pour remplacer le pont-levis à flèche, l'ingénieur Bernard Forest de Bélidormet au point en 1728 un procédé à sinusoïde souvent employé dans les fort à partir de 1750,. Le tablier se relève au moyen de deux contrepoids formés par des roues indépendantes descendant le long d'un chemin « en saut-de-ski ». Le capitaine Delile améliore le système en 1812 en plaçant les deux contrepoids sur le même essieu. Cependant, la trajectoire basse de l'essieu était tellement dangereuse pour les servants que le capitaine Devèze apporta un dernier perfectionnement en 1843 en ajoutant deux galets roulant sur des rails horizontaux. Dans le système Bélidor, si la masse intrinsèque des contrepoids demeure constante, la traction que ceux-ci exercent sur les chaînes de relevage varie en fonction de la pente du chemin du guidage en saut-de-ski. La pente étant très prononcée sur les trois premiers mètres, la traction exercée par les contrepoids sur les chaînes est alors à son maximum, ce qui est nécessaire pour amorcer le commencement de relevage du pont. Au fur et à mesure que celui-ci se relève, l'effort de traction nécessaire sur les chaînes de relevage s'amoindrit. Cet amoindrissement est fourni grâce au profil en saut-de ski des rails sur lesquels roulent les contrepoids : la pente des rails est de moins en moins prononcée vers le bas. Durant toute la manœuvre, le système demeure à l'équilibre.

#### Pont-levis à porte contrepoids
La porte située en arrière du pont-levis fait office de contrepoids. Ce système comporte deux inconvénients :
1. une très grande longueur de chaîne ;
2. l'interdépendance des deux dispositifs (pont et porte).

La porte-contrepoids située en arrière du pont-levis doit obligatoirement être articulée sur des charnières situées non pas sur les murs latéraux du passage mais à la voûte de celui-ci, comme les « portes à chat » couramment ménagées dans les portes d'entrée des maisons nord-américaines. Compte tenu de la masse importante de la porte-contrepoids et de la traction verticale qu'elle exerçait sur ses charnières, celles-ci devaient résister à la force d'arrachement ce qui posait des problèmes structurels dans la construction de la voûte couvrant le passage de l'entrée ou obligeait les ingénieurs à concevoir un fort cadre de charpente muni d'un linteau supérieur suffisamment solide pour supporter le poids de cette porte.
Une variante de ce système à « porte faisant office de contrepoids » fut appelée « pont à zig-zag ». L'interaction entre le pont-levis et la porte contrepoids située en arrière de celui-ci ne faisait plus au moyen de chaînes de relevage mais par de fortes tringles métalliques formant de chaque côté du pont et de la porte un pantographe articulé en forme de double « Z » et que l'on surnomma « zig-zag ».

#### Liste de ponts-levis à transmission rigide
- Porte Saint-Léon à Bayonne[21] : système Richerand-d'Obenheim ;
- Fort l'Écluse[22] sur la commune de Léaz : système Bélidor ;
- Forteresse de Bonifacio : système Bélidor, modifié Delile ;
- Fort Victor-Emmanuel sur la Barrière de l'Esseillon sur la commune d'Aussois : porte contrepoids.

### Pont-levis à transmission flexible

#### Contrepoids variables et bras de levier constant

##### Système Poncelet
Ce système est conçu vers 1820 par le général mathématicien Jean Victor Poncelet. Le contrepoids des chaînes agissant sur le tablier est formé d'un chapelet de lourds maillons qui descend dans une fosse à mesure que le tablier se relève. La manœuvre est facile dans un espace restreint. Ce procédé, avec ou sans variante, équipe tous les ouvrages construits ou modernisés entre 1840 et 1875. Au fur et à mesure que le chapelet descend dans la fosse, les maillons inférieurs se déposent les uns après les autres sur le sol de celle-ci, diminuant ainsi progressivement la masse du contrepoids. Un bel exemple de système « à la Poncelet » est visible à la porte Saint-Paul à Verdun (France).

##### Système Gueze et Mangin
En amélioration du système Poncelet, les capitaines du génie Gueze et Mangin proposèrent en 1830 de remplacer les plaques de fonte formant contrepoids par deux séries de cylindres gigognes semblables. Le système est appliqué en 1833 à Grenoble, à la porte de secours de la Bastille puis à celle de la citadelle du Rabot. Ce système révéla rapidement sa fragilité car les frottements des cylindres entraînaient leur destruction. Ce système fut donc rapidement abandonné.

##### Système Lacoste
En 1831, le capitaine du génie Lacoste remplace les tuyaux par des plaques carrées de section de plus en plus réduite guidées par des tiges verticales.

##### Système Deffeux
Pour améliorer le système Poncelet, le capitaine de génie Deffeux (ou Desfeux) proposa, en 1837, de constituer le contrepoids avec des plaques de fonte circulaires s'emboîtant les unes dans les autres et disposées à l'extrémité de la chaîne extérieure. 

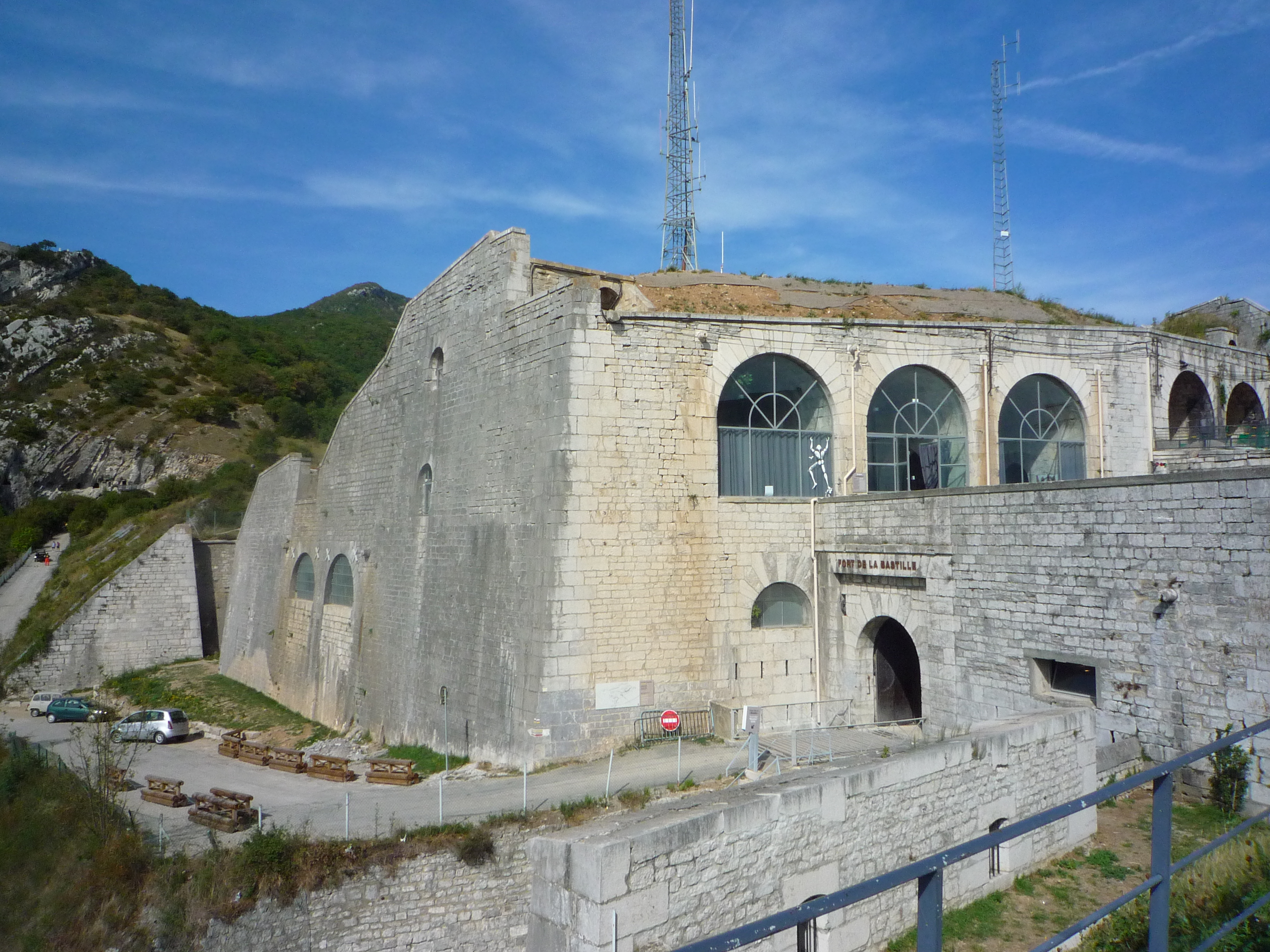
Le donjon du fort de la Bastille à Grenoble (France).

#### Contrepoids constants et bras de levier variables

##### Système Derché
Ce système est mis au point par le capitaine Derché vers 1810. Il améliore le levage par des chaînes extérieures grâce à un dispositif allongeant ou raccourcissant le bras de levier par enroulement de la chaîne autour d'une spirale.

##### Système Devèze
En 1846, le colonel Devèze alourdit la spirale et en facilite la manœuvre en lui accolant un ou deux disques supplémentaires munis de masses-contrepoids excentrées qui équilibrent le fonctionnement du système. Vers 1860, le fer est introduit pour les tabliers et les charpentes.

#### Liste de ponts-levis à transmission flexible
- Les forts de ceinture de Paris[23] : système Poncelet.
- La porte Saint-Paul de Verdun[24] : contrepoids variables, système Poncelet.
- Lunette du Petit-Sainte-Foix à Sainte-Foy-lès-Lyon : contrepoids variables, système Lacoste
- Porte de secours de la Bastille à Grenoble : contrepoids variables, système Gueze et Mangin
- Citadelle du Rabot à Grenoble : contrepoids variables, système Gueze et Mangin
- Porte du donjon de la Bastille à Grenoble : contrepoids variables, système Deffeux
- Porte de Bienne à Bayonne : contrepoids constants, système Derché.
- Fort de Troyon : contrepoids constants, système Devèze.

### Pont mobile sans contrepoids

#### Système Ardagt-Pilter à double bascule
Plusieurs ouvrages français ont été dotés, vers 1877, de ce système inventé en 1869 par le lieutenant anglais Adagt. Ce système fut introduit et installé en France, en particulier sur la place forte de Toul par l'entreprise Pilter. Pour relever le pont, il suffit de débloquer l'arrière du tablier. Celui-ci muni de roulettes descend dans le fond du fossé par son propre poids, guidé par deux rails courbés, relevant ainsi l'avant maintenu en permanence à la maçonnerie de l'ouvrage.

#### Liste de ponts mobiles sans contrepoids
- Fort du Mont Saint-Michel-(place forte de Toul) : système Ardagt et Pilter ;
- Fort de Lucey-(place de Toul) : système Ardagt et Pilter ;
- Fort de Villey-le-Sec-(place de Toul) : système Ardagt et Pilter ;
- Fort de Sucy-(place de Paris) : système Ardagt et Pilter ;
- Fort de Champigny-(place de Paris) : système Ardagt et Pilter ;
- Fort de Villiers-(place de Paris) : système Ardagt et Pilter.

### Pont mobile simple à bascule
Le tablier se relève à l'aide d'une chaîne roulant sur des galets.
Exemples : Redoute des Salettes à Briançon (France), Tours modèle Napoléon, Tours et corps de garde crénelés type 1846.

### Pont roulant moderne
Le pont roulant est le successeur du plancher coulissant médiéval. L'ingénieur L. Mauvais propose en 1867 un pont mobile à la fois en bascule en dessous et roulant. Le principal défaut de ces derniers ponts mobiles étaient qu'ils nécessitaient la construction de locaux spéciaux tant pour la manœuvres que pour la surveillance.
Après 1885 le pont dormant disparaît et le fossé du pont mobile est un fossé diamant.
Exemples :
- Arsenal de Metz (France)
- L'entrée de paix de certain forts de la deuxième ceinture de Lyon (France)
- L'entrée de guerre de certain forts de Verdun (France)